# Бэйли, Виола
Виола Клэр Бейли (8 января 1911 — январь 1997) — английская детская писательница. Автор приключенческих рассказов.

## Биография
Виола Клэр Вингфилд Паулз родилась 8 января 1911 года в городе Рай, Сассекс, Англия. Её родителями были Изабель Грейс Вингфилд и Льюис Чарльз Поулз. Получила образование в «Effingham House», драматической школе Бенке и получила лицензию Музыкальной школы Гилдхолла.
Зимой 1933 года Бейли посетила своего дядю, судью Верховного суда, в Лахоре (ныне — город в Пакистане). Там она познакомилась с Верноном Томасом Бэйли из индийской полиции и обручилась с ним. Она вернулась в Англию, чтобы выйти замуж, а затем приехала в Хангу в Индии со своим мужем в 1934 году.
В 1935 году они переехали в Дели. На протяжении многих лет имели место частые поездки в такие места, как Симла и Гульмарг. После войны они вернулись в Англию в 1946 году. У пары двое сыновей и две дочери.
Умерла в январе 1997 года.

## Переводы на другие языки
Ряд её произведений переведен на немецкий, нидерландский и шведский языки.